# Peter Williams (attore)
Peter Williams (Kingston, 31 dicembre 1957) è un attore giamaicano.

## Biografia
La maggior parte del suo lavoro è stato in televisione, tra cui il ruolo di Apophis antagonista principale nelle prime quattro stagioni di Stargate SG-1. Tuttavia, è apparso anche sul grande schermo in film come Catwoman e The Chronicles of Riddick. Suo fratello Stephen Williams è anche lui nel mondo dello spettacolo e ha diretto diversi episodi di serie televisive tra cui Dark Angel, Crossing Jordan e Lost.
Nel 1995, due anni prima della première di Stargate SG-1, Williams ha recitato nel film Jungleground con altri tre attori del franchise Stargate: Torri Higginson (Elizabeth Weir), J. R. Bourne (Martouf), e Lexa Doig (Dr. Lam).

## Filmografia

### Cinema
- Heatwave - Ondata calda (Heatwave), regia di Phillip Noyce (1982)
- The Hospital, regia di Murray Battle - cortometraggio (1985)
- Run, regia di Geoff Burrowes (1991)
- Vediamoci stasera... porta il morto (Mystery Date), regia di Jonathan Wacks (1991)
- Bound and Gagged: A Love Story, regia di Daniel B. Appleby (1993)
- Soul Survivor, regia di Stephen Williams (1995)
- Jungleground, regia di Don Allan (1995)
- Qualcuno per cui morire (Someone to Die For), regia di Clay Borris (1995)
- Little Boy Blues, regia di J. David Gonella (1999)
- Love Come Down, regia di Clement Virgo (2000)
- A Good Burn, regia di Kyle Davison (2000)
- Liberty Stands Still, regia di Kari Skogland (2002)
- The Chronicles of Riddick, regia di David Twohy (2004)
- Catwoman, regia di Pitof (2004)
- A Winter Tale, regia di Frances-Anne Solomon (2007)
- Babes with Blades, regia di Cecily Fay (2018)
- Sand. Rock. Palm., regia di Isa Benn - cortometraggio (2018)
- HERO Inspired by the Extraordinary Life & Times of Mr. Ulric Cross, regia di Frances-Anne Solomon (2019)

### Televisione
- Drop-Out Mother, regia di Charles S. Dubin - film TV (1988)
- MacGyver – serie TV, episodio 4x05 (1988)
- A Waltz Through the Hills, regia di Frank Arnold - film TV (1988)
- Oltre la legge - L'informatore (Wiseguy) – serie TV, episodio 2x15 (1989)
- Un assassino con me (The Widowmaker), regia di John Madden - film TV (1990)
- 21 Jump Street – serie TV, episodio 5x11 (1991)
- E.N.G. - Presa diretta (E.N.G.) – serie TV, episodio 3x14 (1992)
- The Odd Couple: Together Again, regia di Robert Klane - film TV (1993)
- Flashback di un omicidio (Dying to Remember), regia di Arthur Allan Seidelman - film TV (1993)
- Cobra Investigazioni (Cobra) – serie TV, episodio 1x12 (1994)
- Due South - Due poliziotti a Chicago (Due South) – serie TV, episodi 1x07-1x08 (1994)
- Neon Rider – serie TV, 64 episodi (1989-1994)
- Halifax f.p. – serie TV, episodio 1x02 (1995)
- Marshal (The Marshal) – serie TV, episodio 1x13 (1995)
- Madre senza colpa (She Woke Up Pregnant), regia di James A. Contner film TV (1996)
- Moment of Truth: Into the Arms of Danger, regia di Chuck Bowman - film TV (1997)
- Two – serie TV, episodio 1x22 (1997)
- X-Files (The X Files) – serie TV, episodio 5x11 (1998)
- Welcome to Paradox – serie TV, episodio 1x06 (1998)
- Night Man – serie TV, episodio 2x02 (1998)
- Viper – serie TV, episodio 4x20 (1999)
- G-Saviour, regia di Graeme Campbell - film TV (1999)
- Oltre i limiti (The Outer Limits) – serie TV, episodio 5x20 (1999)
- Sweetwater, regia di Lorraine Senna - film TV (1999)
- Una drag queen come mamma (Holiday Heart), regia di Robert Townsend - film TV (2000)
- The Division – serie TV, episodio 1x01 (2001)
- Relic Hunter – serie TV, episodio 3x01 (2001)
- Mysterious Ways – serie TV, episodio 2x07 (2001)
- Dark Angel – serie TV, episodio 2x12 (2002)
- Just Cause – serie TV, episodio 1x08 (2002)
- Da Vinci's Inquest – serie TV, 21 episodi (1998-2002)
- The Twilight Zone – serie TV, episodio 1x31 (2003)
- The Collector – serie TV, episodio 1x01 (2004)
- Show Me Yours – serie TV, 4 episodi (2004)
- Dead Like Me – serie TV, episodi 2x06-2x10 (2004)
- Il desiderio di Eve (Eve's Christmas), regia di Timothy Bond - film TV (2004)
- Life as We Know It – serie TV, episodio 1x08 (2004)
- La leggenda di Earthsea (Earthsea) – miniserie TV, episodi 1x01-1x02 (2005)
- Stargate SG-1 – serie TV, 20 episodi (1997-2005)
- North/South – serie TV (2006)
- Fallen - Angeli caduti (Fallen) – miniserie TV, episodi 1x03-1x04 (2007)
- Stargate: Continuum, regia di Martin Wood - film TV (2008)
- 'Da Kink in My Hair – serie TV, episodio 2x07 (2009)
- Stargate SG-1: Children of the Gods - Final Cut, regia di Mario Azzopardi - film TV (2009)
- Against the Wall – serie TV, episodio 1x10 (2011)
- The Listener – serie TV, episodio 4x01 (2013)
- Apple Mortgage Cake, regia di Michael M. Scott - film TV (2014)
- Working the Engels – serie TV, episodi 1x04-1x07 (2014)
- The Expanse – serie TV, episodio 2x09 (2017)